# Ekvivalenčni razred
Ekvivalenčni razred je v matematiki množica {\displaystyle X\,} in ekvivalenčna relacija nad {\displaystyle X\,}. To pomeni, da je ekvivalenčni razred elementa {\displaystyle a\in X\,} podmnožica vseh elementov v {\displaystyle X\,}, ki so v relaciji z {\displaystyle a\,}. To se lahko zapiše kot:
{\displaystyle [a]=\{x\in X|x\sim a\}\!\,.}
Zaradi refleksivnosti relacije za vsak ekvivalenčni razred {\displaystyle [a]} velja, da je {\displaystyle a\in [a]}. Vsak element {\displaystyle a\in X\ } pripada svojemu ekvivalenčnemu razredu. To posledično pomeni, da so ekvivalenčni razredi neprazni.

## Faktorska množica
Faktorska ali kvocientna množica množice {\displaystyle X} po ekvivalenčni relaciji {\displaystyle \sim } je družina vseh ekvivalenčnih razredov. Označimo jo:
{\displaystyle X/\sim \quad =\{[a]|a\in X\}}.
Velja, da je faktorska množica {\displaystyle X/\sim } množice {\displaystyle X} razbitje množice {\displaystyle X}. To pomeni, da je unija vseh ekvivalenčnih razredov glede na relacijo {\displaystyle \sim } enaka množici {\displaystyle X}:
{\displaystyle \bigcup _{a\in X/\sim }[a]=X}.